# Giudizio di Salomone (Giorgione)
Il Giudizio di Salomone è un dipinto a olio su tavola (89x72 cm) di Giorgione, databile al 1502-1505 circa e conservato nella Galleria degli Uffizi a Firenze. L'opera fa pendant con la Prova di Mosè nello stesso museo.

## Storia
Le due tavolette arrivarono alla Galleria dalla villa di Poggio Imperiale nel 1795, con attribuzione a Giovanni Bellini. Lì sono note almeno dal 1692, quando vennero registrate tra i beni della granduchessa Vittoria Della Rovere: si è ipotizzato quindi che originariamente fossero ad Urbino nei patrimoni Della Rovere portati a Firenze proprio da Vittoria.
Che le due tavole fossero in coppia è evidente per le dimensioni analoghe e per le analoghe scelte compositive: se in una predomina la figura del faraone in trono, nell'altra ha un posto simmetrico il re d'Israele.
Come la maggior parte delle opere di Giorgione ci sono state molte discordanze attributive e di datazione. Se alcuni mettono in dubbio la sua mano nella realizzazione delle figure, i paesaggi sono invece quasi certamente di mano sua (Berenson, 1936). Fiocco (1941) cita come collaboratore possibile il Campagnola, Longhi (1946) un ignoto ferrarese, Morassi (1942) il Catena. Secondo studi più recenti le discordanze stilistiche sarebbero piuttosto da imputare ai restauri. A conferma di ciò si registra una pittura compatibile con lo stile giorgionesco, cioè colore su colore (come nella Madonna Benson o nella Natività Allendole), mentre la grossa quercia si vede anche nella Giuditta con la testa di Oloferne all'Ermitage, nonché nella celeberrima Tempesta.
Le datazioni proposte oscillano tra il 1495 e il 1505, ma le più probabili sono legate ai primi anni del Cinquecento. Fu Cavalcaselle il primo a riferire le due opere a Giorgione, nel 1861.

## Descrizione e stile

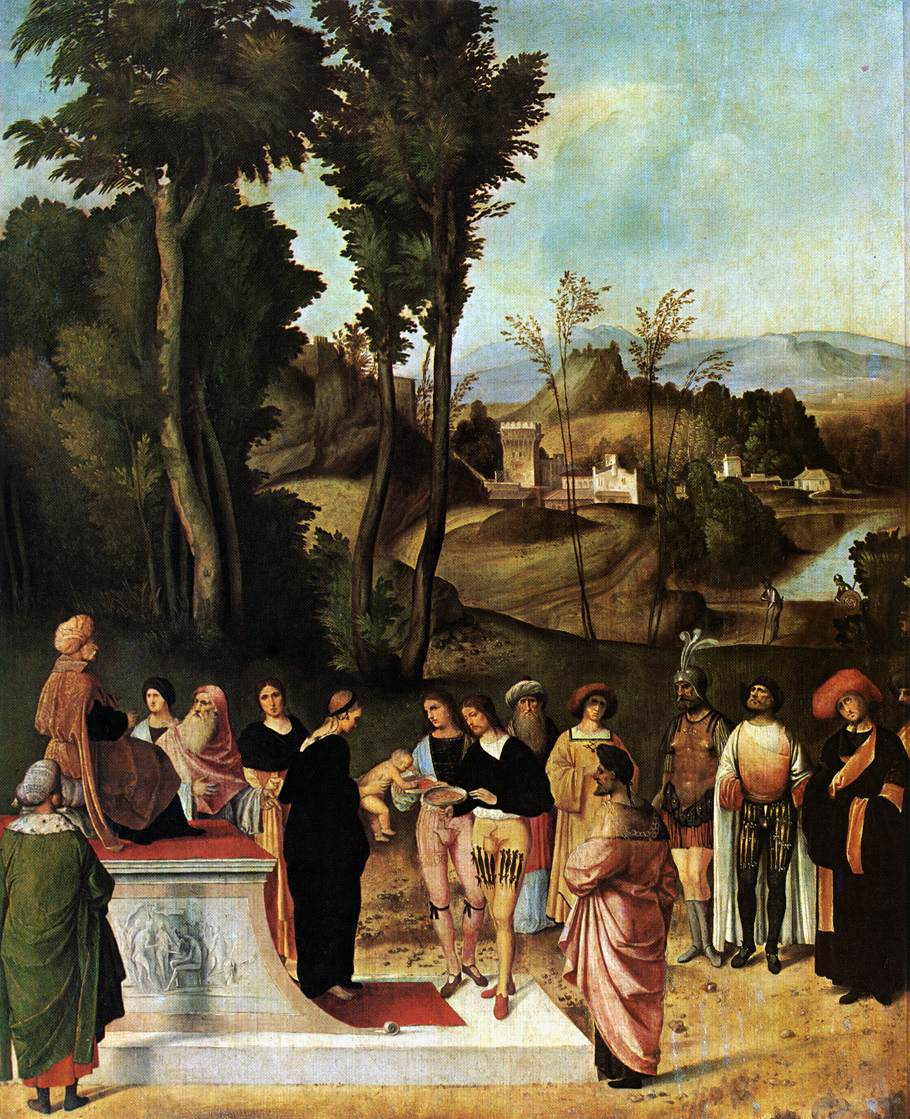
Prova di Mosè

Su un alto trono a destra Salomone dà ordine a un soldato di dividere a metà un bambino conteso da due donne. Ecco che una delle due vi rinuncia mettendosi in ginocchio e guardandolo in facce, mentre l'altra sembra fare un gesto di disinteressato egoismo.
Tutto intorno si trovano varie figure in abiti dalle fogge esotiche, tipiche dell'arte veneziana che era abituata alle popolazioni e ai costumi stranieri. Essi sono rappresentati per lo più in isocefalia, cioè con le teste alla stessa altezza.
Dietro si dispiega un vasto paesaggio con ala centro un'alta quercia e cipressi, e con una parte scura, data dallo sperone roccioso a destra, e una aperta in lontananza sul paesaggio, in cui si vedono castelli e montagne che si perdono all'orizzonte.
Rispetto alla tavoletta di Mosè si notano rimandi anche nel contenuto: se in quella scena un re dispotico mette alla prova un bambino, in questa un re saggio si mostra giudice imparziale tra due donne che si contendono un neonato vivo e ne disconoscono uno morto.
Sul verso è presente una decorazione pittorica con fronde di palma e di alloro intrecciate.